# 18876 Сунер
18876 Сунер (18876 Sooner) — астероїд головного поясу, відкритий 2 грудня 1999 року.
Тіссеранів параметр щодо Юпітера — 3,462.